# World Endurance Championship
World Endurance Championship – ogólnoświatowe mistrzostwa wyścigów długodystansowych organizowane przez FIA corocznie od 2012. Zastąpiły one serię Intercontinental Le Mans Cup rozgrywaną w latach 2010–2011. Podczas pierwszego sezonu odbyło się 8 wyścigów. W skład serii wchodzą wyścigi głównie sześciogodzinne poza wyścigiem 24 godziny Le Mans. Zespoły rywalizują w czterech klasach: LMP1 i LMP2 dla prototypów Le Mans oraz LMGTE Pro i LMGTE Am dla samochodów klasy GT

## Historia
Od sezonu 1953 do sezonu 1992 odbywały się seria World Sportscar Championship, a od 1982 roku do 1985 roku pod nazwą World Endurance Championship. Seria powstała w 2011 roku po likwidacji serii Intercontinental Le Mans Cup. Sezon 2012 składał się z 8 rund w tym 24 godzinny wyścig Le Mans. Właśnie w tym wyścigu zadebiutowały dwie Toyoty.

## Wyścigi

### Obecny kalendarz
| Wyścig                       | Tor                           | Lata                 |
| ---------------------------- | ----------------------------- | -------------------- |
| Qatar 1812 km                | Losail International Circuit  | 2024–2025            |
| 6 Hours of Imola             | Autodromo Enzo e Dino Ferrari | 2024–2025            |
| 6 Hours of Spa-Francorchamps | Circuit de Spa-Francorchamps  | 2012–2025            |
| 24h Le Mans                  | Circuit de la Sarthe          | 2012–2025            |
| 6 Hours of São Paulo         | Autódromo José Carlos Pace    | 2012–2014, 2024–2025 |
| Lone Star Le Mans            | Circuit of the Americas       | 2020, 2024–2025      |
| 6 Hours of Fuji              | Fuji Speedway                 | 2012–2019, 2022–2025 |
| 8 Hours of Bahrain           | Bahrain International Circuit | 2019–2025            |
| Źródło                       |                               |                      |

### Poprzednie wyścigi
| Wyścig                             | Tor                                | Lata            |
| ---------------------------------- | ---------------------------------- | --------------- |
| 6 Hours of Bahrain                 | Bahrain International Circuit      | 2012–2017, 2021 |
| 12 Hours of Sebring                | Sebring International Raceway      | 2012            |
| 1000 Miles of Sebring              | Sebring International Raceway      | 2019, 2022–2023 |
| 6 Hours of Shanghai                | Shanghai International Circuit     | 2012–2018       |
| 4 Hours of Shanghai                | Shanghai International Circuit     | 2019            |
| 6 Hours of Silverstone             | Silverstone Circuit                | 2012–2018       |
| 4 Hours of Silverstone             | Silverstone Circuit                | 2019            |
| 6 Hours of Circuit of the Americas | Circuit of the Americas            | 2013–2017       |
| 6 Hours of Nürburgring             | Nürburgring                        | 2015–2017       |
| 6 Hours of México                  | Autódromo Hermanos Rodríguez       | 2016–2017       |
| 6 Hours of Monza                   | Autodromo Nazionale di Monza       | 2021–2023       |
| 8 Hours of Portimão                | Autódromo Internacional do Algarve | 2021            |
| 6 Hours of Portimão                | Autódromo Internacional do Algarve | 2023            |
| Źródła                             |                                    |                 |

## Zwycięzcy sezonów World Endurance Championship

### Mistrzostwa kierowców
| 2012      | André Lotterer Benoît Tréluyer Marcel Fässler   |                                             |                                                       |                                                    |                                                 |
| Sezon     | Mistrzostwo świata                              | Puchar świata GT                            | LMP2                                                  | LMGTE Am                                           |                                                 |
| 2013      | Loïc Duval Tom Kristensen Allan McNish          | Gianmaria Bruni                             | Bertrand Baguette Martin Plowman Ricardo González     | Jamie Campbell-Walter Stuart Hall                  |                                                 |
| Sezon     | Mistrzostwo świata                              | Puchar świata GT                            | Prywatne LMP1                                         | LMP2                                               | LMGTE Am                                        |
| 2014      | Kazuki Nakajima Anthony Davidson                | Gianmaria Bruni Toni Vilander               | Mathias Beche Nicolas Prost Nick Heidfeld             | Siergiej Złobin                                    | Kristian Poulsen David Heinemeier Hansson       |
| 2015      | Timo Bernhard Mark Webber Brendon Hartley       | Richard Lietz                               | Nicolas Prost Mathias Beche                           | Roman Rusinow Julien Canal Sam Bird                | Wiktor Szajtar Aleksiej Basow Andrea Bertolini  |
| 2016      | Marc Lieb Neel Jani Romain Dumas                | Nicki Thiim Marco Sørensen                  | Dominik Kraihamer Alexandre Imperatori Mathéo Tuscher | Gustavo Menezes Nicolas Lapierre Stéphane Richelmi | Emmanuel Collard François Perrodo Rui Águas     |
| Sezon     | Mistrzostwo świata                              | Mistrzostwo świata GT                       | LMP2                                                  | LMGTE Am                                           |                                                 |
| 2017      | Timo Bernhard Earl Bamber Brendon Hartley       | James Calado Alessandro Pier Guidi          | Julien Canal Bruno Senna                              | Paul Dalla Lana Pedro Lamy Mathias Lauda           |                                                 |
| Sezon     | Mistrzostwo świata LMP                          | Mistrzostwo świata GT                       | LMP2                                                  | LMGTE Am                                           |                                                 |
| 2018/2019 | Fernando Alonso Sébastien Buemi Kazuki Nakajima | Michael Christensen Kévin Estre             | Nicolas Lapierre Pierre Thiriet André Negrão          | Jörg Bergmeister Patrick Lindsey Egidio Perfetti   |                                                 |
| 2019/2020 | Mike Conway Kamui Kobayashi José María López    | Marco Sørensen Nicki Thiim                  | Filipe Albuquerque Philip Hanson Paul di Resta        | Emmanuel Collard Nicklas Nielsen François Perrodo  |                                                 |
| Sezon     | Mistrzostwo świata Hypercar                     | Mistrzostwo świata GT                       | LMP2                                                  | LMP2 Pro-Am                                        | LMGTE Am                                        |
| 2021      | Mike Conway Kamui Kobayashi José María López    | James Calado Alessandro Pier Guidi          | Robin Frijns Ferdinand Habsburg Charles Milesi        | Frits van Eerd                                     | Nicklas Nielsen François Perrodo Alessio Rovera |
| 2022      | Sébastien Buemi Brendon Hartley Ryō Hirakawa    | James Calado Alessandro Pier Guidi          | António Félix da Costa Roberto González Will Stevens  | Nicklas Nielsen François Perrodo Alessio Rovera    | Ben Keating Marco Sørensen                      |
| Sezon     | Mistrzostwo świata Hypercar                     | LMP2                                        | LMGTE Am                                              |                                                    |                                                 |
| 2023      | Sébastien Buemi Brendon Hartley Ryō Hirakawa    | Rui Andrade Louis Delétraz Robert Kubica    | Nicky Catsburg Ben Keating Nicolás Varrone            |                                                    |                                                 |
| Sezon     | Mistrzostwo świata Hypercar                     | LMGT3                                       |                                                       |                                                    |                                                 |
| 2024      | Kévin Estre André Lotterer Laurens Vanthoor     | Klaus Bachler Alaksandr Małychin Joel Sturm |                                                       |                                                    |                                                 |

### Mistrzostwa producentów
| Sezon     | Mistrzostwo świata          | Puchar świata GT      |
| --------- | --------------------------- | --------------------- |
| 2012      | Audi                        | Ferrari               |
| 2013      | Audi                        | Ferrari               |
| 2014      | Toyota                      | Ferrari               |
| 2015      | Porsche                     | Porsche               |
| 2016      | Porsche                     | Ferrari               |
| Sezon     | Mistrzostwo świata          | Mistrzostwo świata GT |
| 2017      | Porsche                     | Ferrari               |
| Sezon     | Mistrzostwo świata GT       |                       |
| 2018/2019 | Porsche                     |                       |
| 2019/2020 | Aston Martin                |                       |
| 2021      | Ferrari                     |                       |
| Sezon     | Mistrzostwo świata Hypercar | Mistrzostwo świata GT |
| 2022      | Toyota                      | Ferrari               |
| Sezon     | Mistrzostwo świata Hypercar |                       |
| 2023      | Toyota                      |                       |
| 2024      | Toyota                      |                       |

### Mistrzostwa zespołów
| Sezon     | Prywatne LMP1               | LMP2                    | LMGTE Pro             | LMGTE Am            |
| --------- | --------------------------- | ----------------------- | --------------------- | ------------------- |
| 2012      | Rebellion Racing            | Starworks Motorsport    | AF Corse              | Larbre Compétition  |
| 2013      | Rebellion Racing            | OAK Racing              | AF Corse              | 8 Star Motorsports  |
| 2014      | Rebellion Racing            | SMP Racing              | AF Corse              | Aston Martin Racing |
| 2015      | Rebellion Racing            | G-Drive Racing          | Porsche Team Manthey  | SMP Racing          |
| 2016      | Rebellion Racing            | Signatech Alpine        | Aston Martin Racing   | AF Corse            |
| Sezon     | LMP2                        | LMGTE Pro               | LMGTE Am              |                     |
| 2017      | Vaillante Rebellion         | AF Corse                | Aston Martin Racing   |                     |
| Sezon     | Mistrzostwo świata LMP1     | LMP2                    | LMGTE Am              |                     |
| 2018/2019 | Toyota Gazoo Racing         | Signatech Alpine Matmut | Team Project 1        |                     |
| 2019/2020 | Toyota Gazoo Racing         | United Autosports       | AF Corse              |                     |
| Sezon     | Mistrzostwo świata Hypercar | LMP2                    | LMP2 Pro-Am           | LMGTE Am            |
| 2021      | Toyota Gazoo Racing         | Team WRT                | Racing Team Nederland | AF Corse            |
| Sezon     | LMP2                        | LMP2 Pro-Am             | LMGTE Am              |                     |
| 2022      | Jota                        | AF Corse                | TF Sport              |                     |
| Sezon     | Puchar świata Hypercar      | LMP2                    | LMGTE Am              |                     |
| 2023      | Hertz Team Jota             | Team WRT                | Corvette Racing       |                     |
| Sezon     | Puchar świata Hypercar      | LMGT3                   |                       |                     |
| 2024      | Hertz Team Jota             | Manthey PureRxcing      |                       |                     |